# Enkhuizen
Enkhuizen je grad od 18 637 stanovnika i općina (gemeente) u nizozemskoj provinciji Sjevernoj Holandiji.

## Geografija
Enkhuizen je smješten u središtu Nizozemske na zapadnoj obali jezera Markermeera i IJsselmeera.

## Povijest
Enkhuizen je status grada dobio 1355. godine. Tijekom 16. stoljeća i 17. stoljeća bio je među najznačajnijim nizozemskim gradovima kao jedna od luka Nizozemske Istočnoindijske kompanije i središte ribarstva na haringe po Zuiderzeeu. Nakon tog zlatnog razdoblja počeo je gubiti na važnosti, posebice kad se Zuiderzee krajem 17. stoljeća počeo nasipavati pijeskom. Bio je jedan od prvih nizozemskih gradova koji se 1572. priključio borbi protiv španjolskog kralja. Lov na haringe i ribarska industrija potpuno su zamrli nakon 1932. kada je izgrađena brana Afsluitdijk kojom je dotadašnji zaljev Zuiderzee pregrađen i pretvoren u slatkovodno jezero IJsselmeer. Između 1963. i 1976. izgrađena je brana Houtribdijk kojom je pregrađeno jezero IJsselmeer i stvoreno novo jezero Markermeer. Na brani je izgrađena cesta N302 do grada Lelystada u Flevolandu, kojom dnevno prođe i do 8500 automobila.

## Znamenitosti i obrazovanje
Enkhuizen ima izvrsno očuvanu staru gradsku jezgru što ga čini velikom turističkom atrakcijom. Među znamenitostima su kula Drommedaris iz 1540. i Zuiderkerk ("Južna crkva") sa zvonikom od 48 zvona koji dominiraju lukom. Pored njih značajne su i Westerkerk ("Zapadna crkva") iz 15. stoljeća, Waag iz 1559. u kojem su se sastajali gradski kirurzi i u kojoj se nalazi originalna ordinacija iz 17. stoljeća, zatim Gradska vijećnica iz 17. stoljeća u kojoj se čuva autoportret animalističkog slikara Paulusa Pottera rođenog 1625. u Enkhuizenu.

## Gospodarstvo
Enkhuizen je danas industrijski grad s razvijenom prehrambenom, kemijskom, duhanskom industrijom, te industrijom papira i elektroindustrijom. Okolica grada je poljoprivredni kraj u kojem se uzgaja povrće, voće i cvijeće, te je razvijeno stočarstvo i proizvodnja mlijeka. Prodaja i prijevoz se vrši preko luke u samome gradu ili željeznicom, pošto je grad preko Hoorna povezan s Amsterdamom. Danas je za gospodarstvo grada ponovno značajno i ribarstvo (jegulje), te brodogradnja i turizam.

## Vanjske poveznice
- Službene stranice općine (nizoz.)
- Enkhuizen na portalu Encyclopædia Britannica (engl.)